# Церква Святого Михаїла (Будилів)
Храм Святого Михаїла у с. Будилів (Снятинський район) — храм, що розташований у селі Будилів Снятинського району Івано-Франківської області, споруджений протягом 1862–1864 рр. за священика Романа Петровського, відреставрований у 2007 році.

## Історія храму

Вигляд зсередини

Під час служби

У житті сільської громади Будилова церква віддавна відігравала важливу роль. Очевидно, перша християнська культова будівля з'явилася на території села ще у давньоруський час. Проте, де вона розташовувалася, достеменно невідомо. Не виключено, що вона була споруджена в урочищі Липівка, де зафіксовані сліди великого селища ХІІ — першої половини ХІІІ століття. Сучасне приміщення церкви було споруджено у 1862–1864 рр. у період, коли священиком був о. Роман Петровський (1820–1879 рр.). Для її будівництва, як розповідають старожили, дерево із Карпат доставлялося сплавом по Черемошу до с. Завалля, а далі волами возилося до Будилова.
Споруджували культову будівлю майстри з Гуцульщини, вони ж і розмальовували її внутрішнє приміщення. Церква була освячена у 1864 р. на свято Архістратига Михаїла. Будилівський храм має три куполи з прямокутними в плані об'ємами вівтаря, нави і притвору (бабинця). Центральний зруб (нава) ширший за інші. Нижня частина зрубів відкрита, захована під дашком на кронштейнах. Церква триверха, восьмерики бань посаджені на четверики, які прорізають покрівлю основних об'ємів. Верхи наметові, увінчані маківками з хрестами. Будівля була вкрита драницею, згодом у 70-х роках минулого століття — бляхою. Поруч із церквою розташована дзвіниця. Вона триярусна, типу восьмерик на двох четвериках, пірамідальний верх увінчаний маківкою з хрестом. Із церквою св. Архістратига Михаїла пов'язане духовне життя мешканців Будилова від хрещення і до відправлення панахиди, з нею поєднується вся релігійна обрядовість села. Церква є берегинею і стрижнем духовності односельчан, вона дозволяє їм дотримуватися християнських звичаїв, традицій, обрядів батьків, дідів і прадідів.
За матеріалами писемних джерел, які є в розпорядженні церковної громади, сільську парафію було засновано у 1564 р. Відомостей, хто тоді правив службу, не збереглося. На той час парох нічим не відрізнявся від парафіянина-селянина. Він ходив на панщину, сплачував натуральні податки власнику села. В окремий стан духовенство Снятинщини виокремилося з 8 серпня 1671 р. на основі привілею польського короля, за яким місцеві священики звільнялися від сплати державних і панських повинностей. Серед багатьох парохів Снятинщини того часу згадується й о. Василій з Будилова.

## Священики храму
Про інших священиків села є згадки в документальних матеріалах XVIII–XX ст. Їх огляд дозволяє з'ясувати імена більшості парохів, які служили в Будилівській сільській церкві. За архівними даними ними були:
- о. Василь Лукашевич (старший), парох 1742 р.;
- о. Василь Лукашевич (молодший, син о. Василя старшого), помер 1810 р.;
- о. Матвій Лукашевич (1775–1855 рр.) (син о. Василя молодшого), рукоположений у 1801 р., сільський парох Будилова з 1810 по 1855 рр.;
- о. Іван Лукашевич (1824 р. н., син о. Матвія), рукоположений 1849 р. Правив у церкві з 1855 по 1858 рр.;
- о. Роман Петровський (1820–1879 рр.), рукоположений 1849 р. Був парохом у селі з 1858 по 1879 рр. При ньому була споруджена будівля сучасної церкви з 1862 по 1864 рр. Освячена 21 листопада 1864 р.;
- о. Теофіл Петровський (1853 р. н., син о. Романа), рукоположений 1879 р. Правив у церкві з 1879 по 1881 рр.;
- о. Йосип Трильовський (1836–1912 рр.), рукоположений 1861 р. Очолював парафію села з 21 лютого 1881 р. по 1905 р.;
- о. Василь Пік (1877–1946 рр.), рукоположений 1905 р., був священиком у селі з 1905–1906 рр. та з 1923 по 1946 рр.;
- о. Іван Крвавич (1878 р. н.), рукоположений 1906 р. Правив у Будилові з 1906 по 1909 рр.;
- о. Ігнат Щуровський (1878 р. н.), рукоположений 1906 р. Правив служби у селі з 1911 по 1912 рр.;
- о. Омелян Завицький (1880 р. н.), рукоположений 1909 р. Служив у місцевій церкві з 1912 по 1913 рр.;
- о. Антоній Дмитраш (1871–1936 рр.) рукоположений у 1896 р., з 1913 по 1921 рр. був священиком у селі;
- о. Євген Бахталовський (1889-+) рукоположений 1916, служив на парафії з 1921 по 1923 рр.;
- о. Михайло Дольний правив у селі з 1947 по 1950 рр.;
- о. Микола Личак правив у церкві з 1950 по 1959 рр.;
- о. Зіновій Калитчук (1910–1980 рр.) служив на парафії у Будилові з 1960 по 1963 рр.;
- о. Миронів, о. Олійник, о. Костянтин Морський, о. Оробець правили службу в селі з 1964 по 1970 рр.;
- о. Василь Романюк (патріарх Володимир) з 1971 по 1972 рр. правив службу в селах Будилів та Прутівка;
- о. Дмитро Шкурган (1935–2004 рр.) служив у Будилові з 1972 по 1976 рр.;
- о. Степан Лаврентович (1925 −2004 рр.) правив служби у селі з 1976 по 1977 рр.;
- о. Петро Якимчук (1930–1996 рр.) очолював сільську парафію з 1978 по 1984 рр.;
- о. Іван Сидоренко (1955–2014 рр.), висвячений 14 жовтня 1981 р., правив у Будилові з 1984 по 1987 рр.;
- о. Микола Харук (1933–2003 рр.), висвячений у 1962 р., служив у церкві Будилова з 1988 по 1993 рр.;
- о. Тарас Гунько (1952 р. н.), висвячений у 1990 р., був парафіяльним священиком у 1993–1997 рр.;
- о. Любомир Куцак (1973 р. н.), висвячений у 1994 р., служив 1997-2024 рр.,
- о. Іван Лазаренко (1988 р. н.), висвячений у 2018 р. настоятель 8.12.2024 р.

## Становище церкви за часів СРСР
Цьому храмові вдалося вціліти у роки радянського тоталітарного режиму. Це відбулося таким чином. Справа в тому, що Снятинський район має більше як 50 сіл, які розташовані один за одним, або просто близько одне до одного. А указ влади спрямовувався на знищення кожної другої церкви у цих місцевостях. Будилівська церква була першою.

## Храм у наш час
Оскільки зараз Україна незалежна, то жодних заборон щодо богослужіння не виникає, і внаслідок цього церковна і сільська громада докладають великих зусиль, щоб удосконалити храм Божий. За останні п'ять років поставлено нову огорожу з ворітьми, дві каплиці на церковному подвір'ї, нову дзвіницю, а також відреставрований іконостас всередині храму. І нині церква св. Архістратига Михаїла щотижня приймає парафіян, які зі щирою душею і серцем приходять помолитися Богові і віддати йому належне.